# Missionary Man
Missionary Man är en låt av den brittiska duon Eurythmics. Den släpptes 1987 som den fjärde singeln från albumet Revenge. Singeln nådde plats 31 på UK Singles Chart och plats 14 på Billboard Hot 100.

## Låtlista
Vinylsingel (Storbritannien)
A. "Missionary Man" (7″ Version) – 3:50
B. "The Last Time" (Live at The Roxy in Los Angeles)
Maxisingel (Storbritannien)
A. "Missionary Man" (Extended Version) – 6:55
B. "The Last Time" (Live at The Roxy in Los Angeles)
Vinylsingel (USA)
A. "Missionary Man" (7″ Version) – 3:50
B. "Take Your Pain Away" (LP Version) – 4:37
Maxisingel (USA)
A. "Missionary Man" (Extended Version) – 6:55
B. "Take Your Pain Away" (LP Version) – 4:37